# سرنخ (فیلم)
سرنخ (به انگلیسی: Clue) فیلمی ۹۴ دقیقه‌ای به کارگردانی جاناتان لین با بازی تیم کوری محصول کشور آمریکاست.